# Бирлик (Каратальский район)
Бирлик (каз. Бірлік) — село в Каратальском районе Жетысуской области Казахстана. Входит в состав Тастобинского сельского округа. Код КАТО — 195053300.

## Население
В 1999 году население села составляло 54 человека (27 мужчин и 27 женщин). По данным переписи 2009 года, в селе проживали 73 человека (36 мужчин и 37 женщин).